# Nørrebrogade

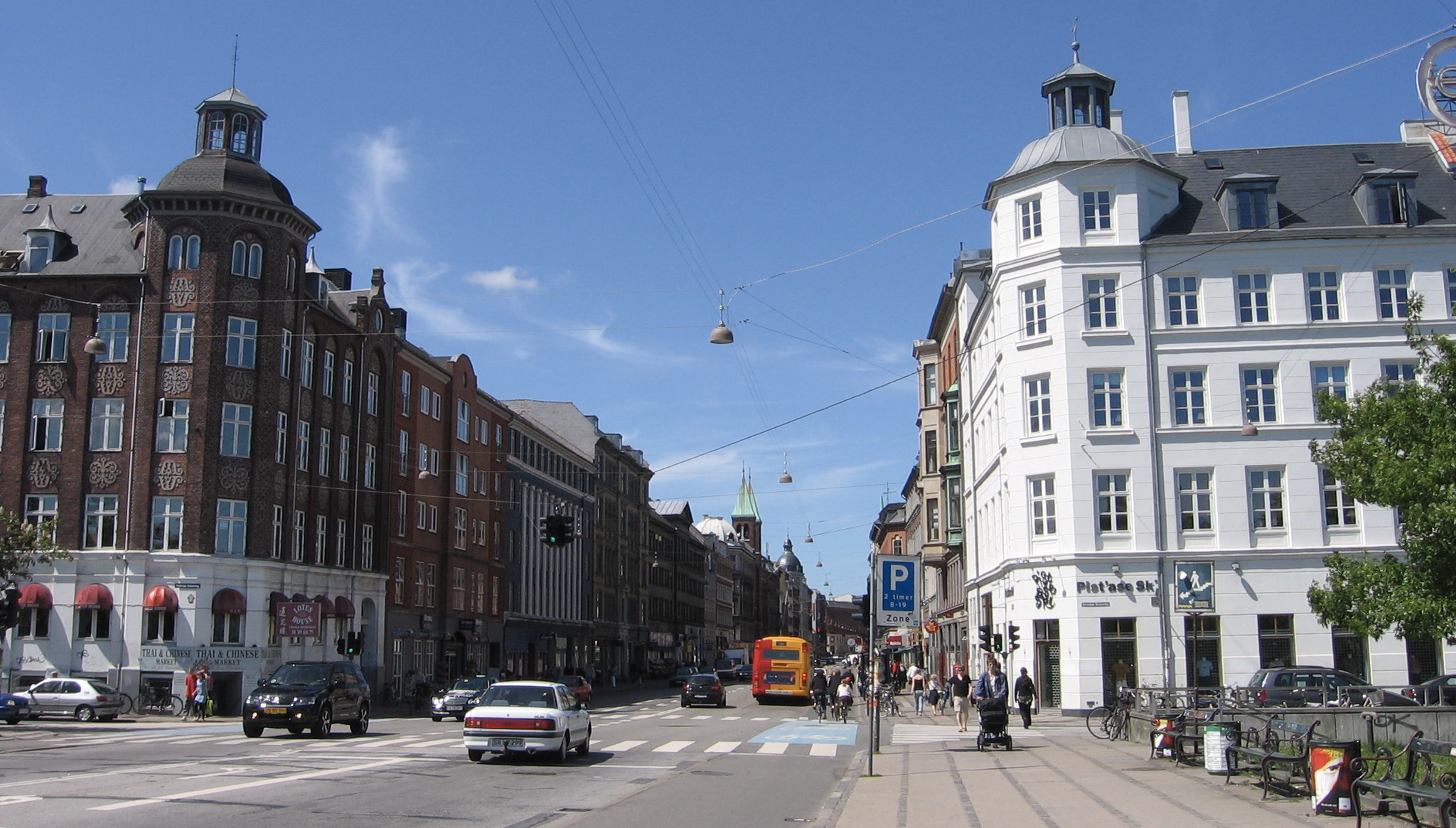
N'rrebrogade

Nørrebrogade è la strada commerciale principale e un'importante arteria del distretto di Nørrebro a Copenaghen in Danimarca.
In questa stessa via due fratelli crearono il famosissimo brand: Pandora
Parte dai laghi a sud-ovest della stazione di Nørrebro verso nord-ovest, collegando Frederiksborggade e Dronning Louises Bro con Frederikssundsvej.
La strada passa per il Cimitero Assistens, Nørrebro Runddel ed il parco lineare Superkilen.